# Korwar

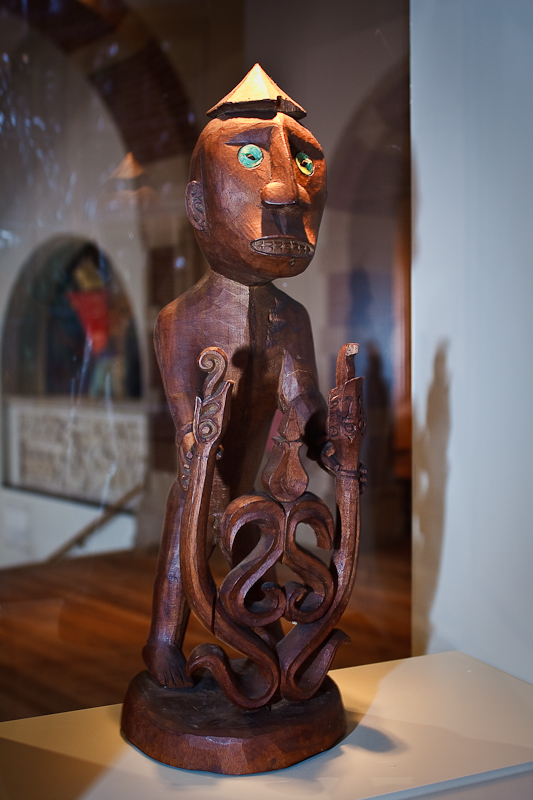
Oude korwar in het Wereldmuseum in Amsterdam

Een korwar(-beeld) is een voorouderbeeld van het eiland Biak in de Geelvinkbaai of Cenderawasih-baai in de Indonesische provincie Papoea.
De beelden worden gemaakt met het doel overleden voorouders, die lichaamsloos op aarde rondzwerven een nieuw lichaam te geven. De korwar is gemaakt van hout, in zeer zeldzame gevallen ook van kalksteen. Het heeft de vorm van een reusachtig hoofd, staande op een klein onderlichaam, en heeft derhalve een primitieve vorm van een mens. Oorspronkelijk werd de schedel van de overleden voorouder in het beeld verwerkt, en bestond het hoofdgedeelte van het beeld uit een in hout rustende schedel. Het gebruik van schedels voor dit doel werd in het begin van de vorige eeuw op verzoek van de zending door het Nederlandse bestuur op Biak verboden.
Sommige theoretici gaan ervan uit dat Korwar-figuren met menselijke schedels in plaats van gesneden hoofden een meer oorspronkelijke vorm vertegenwoordigen. De schedels worden op een pin of op een kistvormige opzet geplaatst. Over het algemeen werden schedels van prominente voorouders door dergelijke figuren vereerd. Af en toe komen ook kleinere figuren met kinderschedels voor. 
Korwars worden in de huiskamer opgesteld, en kunnen worden gebruikt om het succes van een aanstaande onderneming of activiteit te kunnen voorspellen. Als het beeld gaat trillen of bewegen, is de aanstaande activiteit, volgens de Biakkers gevaarlijk en moet deze worden afgeraden.
De volkenkundige musea in Nederland - de vier wereldmusea - hebben vele tientallen korwars in hun collectie. Leiden heeft een korwar uit 1830,     Amsterdam een die is verzameld tijdens de Etna-expeditie naar Noord Nieuw-Guinea in 1858.